# Taluyers
Taluyers és un municipi francès situat al departament del Roine i a la regió d'Alvèrnia-Roine-Alps. L'any 2007 tenia 1.997 habitants.

## Demografia

### Població
El 2007 la població de fet de Taluyers era de 1.997 persones. Hi havia 740 famílies de les quals 162 eren unipersonals (87 homes vivint sols i 75 dones vivint soles), 226 parelles sense fills, 297 parelles amb fills i 55 famílies monoparentals amb fills.
La població ha evolucionat segons el següent gràfic:
Habitants censats

### Habitatges
El 2007 hi havia 815 habitatges, 763 eren l'habitatge principal de la família, 19 eren segones residències i 33 estaven desocupats. 667 eren cases i 138 eren apartaments. Dels 763 habitatges principals, 591 estaven ocupats pels seus propietaris, 157 estaven llogats i ocupats pels llogaters i 15 estaven cedits a títol gratuït; 7 tenien una cambra, 49 en tenien dues, 109 en tenien tres, 203 en tenien quatre i 395 en tenien cinc o més. 629 habitatges disposaven pel capbaix d'una plaça de pàrquing. A 305 habitatges hi havia un automòbil i a 408 n'hi havia dos o més.

### Piràmide de població
La piràmide de població per edats i sexe el 2009 era:
| Homes | Edats   | Dones |
| ----- | ------- | ----- |
| 0     | 95 o +  | 0     |
| 0     | 90 a 94 | 4     |
| 8     | 85 a 89 | 20    |
| 4     | 80 a 84 | 12    |
| 20    | 75 a 79 | 24    |
| 36    | 70 a 74 | 40    |
| 20    | 65 a 69 | 28    |
| 56    | 60 a 64 | 20    |
| 32    | 55 a 59 | 40    |
| 108   | 50 a 54 | 72    |
| 56    | 45 a 49 | 88    |
| 92    | 40 a 44 | 100   |
| 80    | 35 a 39 | 56    |
| 52    | 30 a 34 | 80    |
| 48    | 25 a 29 | 56    |
| 32    | 20 a 24 | 32    |
| 100   | 15 a 19 | 52    |
| 104   | 10 a 14 | 96    |
| 80    | 5 a 9   | 48    |
| 48    | 0 a 4   | 56    |

## Economia
El 2007 la població en edat de treballar era de 1.347 persones, 990 eren actives i 357 eren inactives. De les 990 persones actives 945 estaven ocupades (500 homes i 445 dones) i 45 estaven aturades (26 homes i 19 dones). De les 357 persones inactives 134 estaven jubilades, 143 estaven estudiant i 80 estaven classificades com a «altres inactius».

### Ingressos
El 2009 a Taluyers hi havia 756 unitats fiscals que integraven 2.025,5 persones, la mediana anual d'ingressos fiscals per persona era de 23.985 €.

### Activitats econòmiques
Dels 145 establiments que hi havia el 2007, 2 eren d'empreses alimentàries, 3 d'empreses de fabricació de material elèctric, 11 d'empreses de fabricació d'altres productes industrials, 38 d'empreses de construcció, 27 d'empreses de comerç i reparació d'automòbils, 5 d'empreses de transport, 3 d'empreses d'hostatgeria i restauració, 4 d'empreses d'informació i comunicació, 4 d'empreses financeres, 4 d'empreses immobiliàries, 29 d'empreses de serveis, 6 d'entitats de l'administració pública i 9 d'empreses classificades com a «altres activitats de serveis».
Dels 39 establiments de servei als particulars que hi havia el 2009, 3 eren tallers de reparació d'automòbils i de material agrícola, 5 paletes, 3 guixaires pintors, 12 fusteries, 5 lampisteries, 4 electricistes, 2 empreses de construcció, 1 perruqueria, 1 restaurant, 2 agències immobiliàries i 1 saló de bellesa.
Dels 6 establiments comercials que hi havia el 2009, 2 eren botiges de menys de 120 m², 1 una fleca, 1 una carnisseria, 1 una botiga d'electrodomèstics i 1 una botiga de mobles.
L'any 2000 a Taluyers hi havia 19 explotacions agrícoles que ocupaven un total de 330 hectàrees.

## Equipaments sanitaris i escolars
El 2009 hi havia 1 escola maternal i 1 escola elemental.

## Poblacions més properes
El següent diagrama mostra les poblacions més properes.